# 張淮 (正德廣東進士)
張淮（1489年—？年），字景禹，號治齋，廣東廣州府順德縣人，軍籍。

## 生平
十一月十六日生。治《詩經》，由國子生中式正德五年（1510年）庚午科廣東鄉試第十六名舉人，年二十九歲中式正德十二年（1517年）丁丑科會試第二百四十九名，第三甲第一百零二名進士。都察院觀政，授江西上高縣知縣，升戶部主事、員外郎、郎中，出為台州府知府，調潯州府，又調貴州都匀府，致仕。

## 家族
曾祖張秉諒；祖父張庸，壽官；父張錚，義官；母李氏。具慶下。兄瀾；洌；澯（禮部主事）；沂，弟濋；海；浹；淡；滌；潯；洙；沆；湘；沔。